# Schweizer Regiment Nr. 3

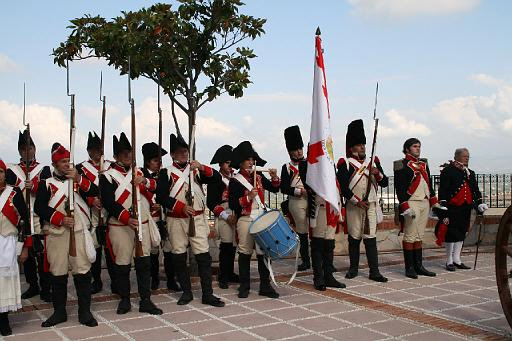
Regimiento Suizo de Reding n º 3 (Grupo de Recreación Histórica 2008) in Málaga

Schweizer Regiment  Nr. 3 (spanisch: Regimiento Suizo de Reding n.º 3) war eines der letzten sechs Schweizer Regimenter, die 1742 bis 1835 im Dienste der spanischen Krone standen.

## Geschichte
Das «Regimiento Suizo nº 3»  wurde nach der Kapitulation von Felipe V. 1742 gegründet und bestand bis zum Jahre 1835. Das Regiment Nr. 3 stand ab 1808 unter der Führung des Generalleutnants und späteren Generalkapitäns Theodor Reding von Biberegg, der als Schweizer General der Napoleonischen Kriege in spanischen Diensten stand. In der Schlacht bei Bailén waren die Schweizer Regimenter erfolgreich beteiligt. Reding brach an der Spitze der Schweizerregimenter den politischen Mythos der Unbesiegbarkeit der Franzosen im spanischen Unabhängigkeitskrieg und als Auszeichnung wurde das Schweizer Regiment mit Zusatz Reding als „Regimiento Suizo de Reding n.º 3“ bezeichnet.

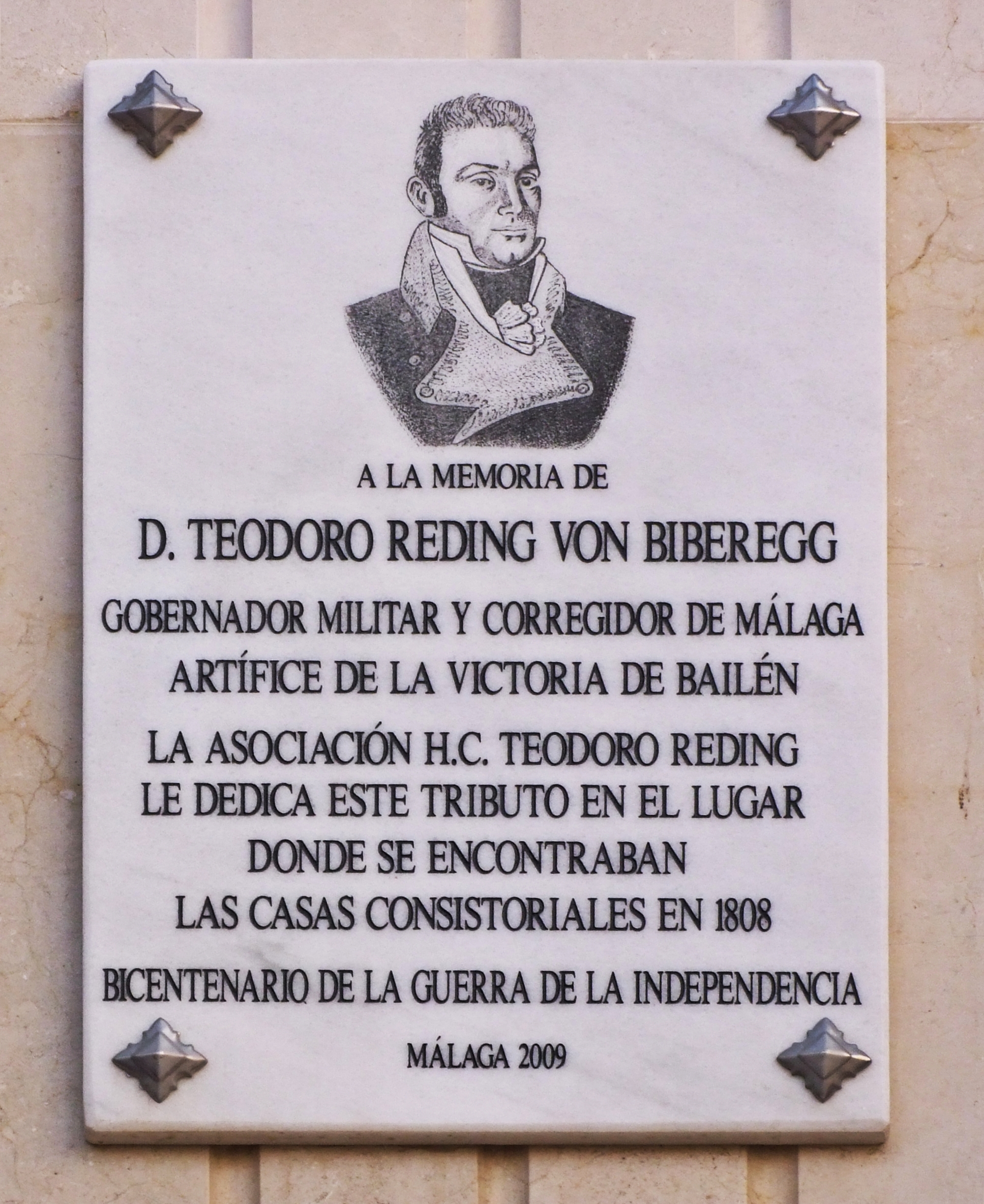
Gedenktafel 2009

Heute gibt es in der zweitgrößten Stadt Málaga in Andalusien eine Vereinigung „Asociación Histórico“, die die Uniformen und die Tradition des Regimiento Suizo de Reding n.º 3 aufrechterhält. In Málaga wurde 2009 eine Gedenktafel angebracht, Teodoro Reding war Gouverneur von Málaga und Held der Schlacht von Bailen.